# Keila Costa
Keila da Silva Costa (née le 6 février 1983 à Abreu e Lima, près de Recife) est une athlète brésilienne, spécialiste du saut en longueur et du triple saut.

## Biographie
Son meilleur saut est de 6,88 m, réalisé à Belém le 20 mai 2007. Son record personnel au triple saut, établi en 2007, est de 14,57 m et constitue l'actuel record national du Brésil.
Le 19 mars 2016, Costa se classe 9e de la finale des championnats du monde en salle de Portland avec 13,94 m.

## Palmarès
| Date | Compétition                       | Lieu              | Résultat | Épreuve     | Marque  |
| ---- | --------------------------------- | ----------------- | -------- | ----------- | ------- |
| 2000 | Championnats du monde juniors     | Santiago du Chili | 11e      | Triple saut | 12,97 m |
| 2001 | Championnats d'Amérique du Sud    | Manaus            | 1re      | Triple saut | 13,61 m |
| 2002 | Championnats du monde juniors     | Kingston          | 3e       | Triple saut | 13,70 m |
| 2003 | Championnats d'Amérique du Sud    | Barquisimeto      | 1re      | Longueur    | 6,30 m  |
| 2003 | Championnats d'Amérique du Sud    | Barquisimeto      | 1re      | Triple saut | 13,62 m |
| 2004 | Championnats ibéro-américains     | Huelva            | 3e       | Triple saut | 13,80 m |
| 2005 | Championnats d'Amérique du Sud    | Cali              | 2e       | Longueur    | 6,32 m  |
| 2005 | Championnats d'Amérique du Sud    | Cali              | 2e       | Triple saut | 13,75 m |
| 2006 | Championnats ibéro-américains     | Ponce             | 1re      | Longueur    | 6,54 m  |
| 2006 | Coupe du monde des nations        | Athènes           | 7e       | Longueur    | 6,33 m  |
| 2007 | Championnats d'Amérique du Sud    | São Paulo         | 2e       | Longueur    | 6,83 m  |
| 2007 | Championnats d'Amérique du Sud    | São Paulo         | 1re      | Triple saut | 14,57 m |
| 2007 | Jeux panaméricains                | Rio de Janeiro    | 2e       | Longueur    | 6,73 m  |
| 2007 | Jeux panaméricains                | Rio de Janeiro    | 2e       | Triple saut | 14,38 m |
| 2007 | Championnats du monde             | Osaka             | 6e       | Longueur    | 6,69 m  |
| 2007 | Championnats du monde             | Osaka             | 7e       | Triple saut | 14,40 m |
| 2007 | Finale mondiale                   | Stuttgart         | 5e       | Longueur    | 6,46 m  |
| 2007 | Finale mondiale                   | Stuttgart         | 5e       | Triple saut | 14,13 m |
| 2008 | Championnats du monde en salle    | Valence           | 7e       | Longueur    | 6,48 m  |
| 2008 | Jeux olympiques                   | Pékin             | 10e      | Longueur    | 6,43 m  |
| 2009 | Championnats d'Amérique du Sud    | Lima              | 1re      | Longueur    | 6,62 m  |
| 2009 | Championnats du monde             | Berlin            | finale   | Longueur    | NM      |
| 2009 | Finale mondiale                   | Thessalonique     | 6e       | Longueur    | 6,53 m  |
| 2010 | Championnats du monde en salle    | Doha              | 3e       | Longueur    | 6,63 m  |
| 2011 | Championnats d'Amérique du Sud    | Buenos Aires      | 2e       | Longueur    | 6,45 m  |
| 2011 | Championnats d'Amérique du Sud    | Buenos Aires      | 2e       | Triple saut | 13,96 m |
| 2011 | Universiade                       | Shenzhen          | 11e      | Longueur    | 6,19 m  |
| 2011 | Championnats du monde             | Daegu             | 12e      | Triple saut | 13,72 m |
| 2011 | Jeux panaméricains                | Guadalajara       | 5e       | Longueur    | 6,37 m  |
| 2011 | Jeux panaméricains                | Guadalajara       | 4e       | Triple saut | 14,01 m |
| 2011 | Jeux mondiaux militaires          | Rio de Janeiro    | 1re      | Triple saut | 6,48 m  |
| 2011 | Jeux mondiaux militaires          | Rio de Janeiro    | 2e       | Triple saut | 14,11 m |
| 2013 | Championnats d'Amérique du Sud    | Carthagène        | 2e       | Longueur    | 6,49 m  |
| 2013 | Championnats d'Amérique du Sud    | Carthagène        | 1re      | Triple saut | 14,21 m |
| 2014 | Jeux sud-américains               | Santiago          | 1er      | Longueur    | 6,35 m  |
| 2014 | Jeux sud-américains               | Santiago          | 1re      | Triple saut | 13,65 m |
| 2014 | Festival des sports panaméricains | Mexico            | 4e       | Triple saut | 13,95 m |
| 2015 | Jeux panaméricains                | Toronto           | 2e       | Triple saut | 14,50 m |
| 2015 | Jeux panaméricains                | Toronto           | 9e       | Longueur    | 6,41 m  |
| 2015 | Championnats du monde             | Pékin             | 12e      | Triple saut | 13,90 m |
| 2016 | Championnats du monde en salle    | Portland          | 9e       | Triple saut | 13,94 m |
| 2016 | Championnats ibéro-américains     | Rio de Janeiro    | 2e       | Longueur    | 6,43 m  |
| 2016 | Championnats ibéro-américains     | Rio de Janeiro    | 1re      | Triple saut | 14,01 m |
| 2019 | Championnats d'Amérique du Sud    | Lima              | 2e       | Longueur    | 6,38 m  |
| 2021 | Championnats d'Amérique du Sud    | Guayaquil         | 1re      | Triple saut | 13,67 m |

## Records
| Épreuve          | Épreuve   | Performance | Lieu      | Date            |
| ---------------- | --------- | ----------- | --------- | --------------- |
| Saut en longueur | Plein air | 6,88 m      | Belém     | 20 mai 2007     |
| Saut en longueur | Salle     | 6,64 m      | Paris     | 13 février 2009 |
| Triple saut      | Plein air | 14,58 m NR  | São Paulo | 7 juin 2013     |
| Triple saut      | Salle     | 14,11 m     | Moscou    | 10 mars 2006    |